# 本蓮
本蓮（ほんばす）は、埼玉県川口市の町名。現行行政地名は本蓮一丁目から四丁目。住居表示実施地区。郵便番号は334-0076。

## 地理
川口市の南東部に位置し、毛長川を挟み東京都足立区舎人および入谷と接する。町域の東縁を見沼代用水（東縁）が流れる。住居表示未実施の蓮沼が一部残存している。

## 歴史

### 沿革
かつては蓮沼村であった。
- 1970年（昭和45年） - 新郷土地区画整理事業が都市計画決定。
- 1986年（昭和61年）7月1日 - 大字蓮沼の大部分と東本郷、江戸袋の各一部から本蓮一丁目〜四丁目が成立[5]。

## 世帯数と人口
2018年（平成30年）3月1日現在の世帯数と人口は以下の通りである。
| 丁目       | 世帯数  | 人口    |
| ---------- | ------- | ------- |
| 本蓮一丁目 | 313世帯 | 704人   |
| 本蓮二丁目 | 237世帯 | 592人   |
| 本蓮三丁目 | 333世帯 | 768人   |
| 本蓮四丁目 | 35世帯  | 65人    |
| 計         | 918世帯 | 2,129人 |

## 小・中学校の学区
市立小・中学校に通う場合、学区（校区）は以下の通りとなる。
| 丁目       | 番地             | 小学校               | 中学校           |
| ---------- | ---------------- | -------------------- | ---------------- |
| 本蓮一丁目 | 6番1号〜99番99号 | 川口市立東本郷小学校 | 川口市立東中学校 |
| 本蓮一丁目 | その他           | 川口市立新郷南小学校 | 川口市立東中学校 |
| 本蓮二丁目 | 全域             | 川口市立新郷南小学校 | 川口市立東中学校 |
| 本蓮三丁目 | 全域             | 川口市立新郷南小学校 | 川口市立東中学校 |
| 本蓮四丁目 | 全域             | 川口市立新郷南小学校 | 川口市立東中学校 |

## 交通

### 道路
- 首都高速道路川口線
  - 新郷出入口
- 第二産業道路

## 施設
- 普門寺
- 昌福寺
- 蓮沼公園